# 鲁贝让·勒巴火车站
鲁贝让·勒巴火车站，2017年3月以前仅称为“让·勒巴火车站”（法語：Gare Jean-Lebas），是法国北部里尔欧洲都会区的一个地铁车站，位于里尔地铁2号线上，鲁贝市镇范围内，自1999年8月18日起开放。

## 位置
鲁贝让·勒巴火车站（50°42'0"N, 3°9'36"E）位于鲁贝境内，让-勒巴大道西侧尽头，靠近鲁贝站。

## 设施
鲁贝让·勒巴火车站为一个地下车站，通过自动扶梯连接地面，设有自动售票机、电子显示器、屏蔽门等设施。

## 站台设置
| 东北↑ |      |                      |
|       | 侧式 |                      |
|       |      | 德龙中心医院方向←    |
|       |      | 洛姆-圣菲利贝尔方向→ |
|       | 侧式 |                      |
| 西南↓ |      |                      |

## 配套交通

### 铁路
鲁贝让·勒巴火车站地面可连通铁路鲁贝站，乘客可联程中转乘坐区域列车。

### 城市公共交通
| 鲁贝让·勒巴火车站附近的公共交通线路       |              |               |
| 公交车站名称                              | 位置         | 停靠线路      |
| Gare Jean-Lebas Roubaix 鲁贝让-勒巴火车站 | 地面公交车站 | 30 33 Z6 CTI5 |

### 社会车辆
鲁贝让·勒巴火车站附近街道可沿街停靠机动车，此外该站附近设有自行车停放点。

## 临近车站
| 上一站                      | 里尔地铁 | 里尔地铁      | 里尔地铁 | 下一站                 |
| --------------------------- | -------- | ------------- | -------- | ---------------------- |
| 鲁贝大广场往洛姆-圣菲利贝尔 |          | 里尔地铁2号线 |          | 阿尔萨斯往德龙中心医院 |